# Emily Weiss
Emily Weiss (nacida el 22 de marzo de 1985) es una empresaria estadounidense. Es la fundadora y ex directora ejecutiva de la empresa de cosméticos Glossier y del blog Into the Gloss. Apareció en la lista Forbes 30 Under 30 en 2015. En 2019, fue incluida en "Next 100" de la revista Time.

## Primeros años y educación
Emily Weiss se crio en Wilton, Connecticut. Su padre trabajaba como ejecutivo en Pitney Bowes y su madre se quedaba en casa. En la escuela secundaria, Weiss hizo una pasantía en Ralph Lauren durante dos veranos y tuvo una breve carrera como modelo. Mientras hacía una pasantía en Teen Vogue en la universidad, apareció en The Hills en un arco de tres episodios con Lauren Conrad y Whitney Port. Weiss se graduó de la Universidad de Nueva York en 2007 con una licenciatura en arte de estudio. Fue asistente de moda en la revista W y asistente de estilismo en el set de Vogue, donde ayudó a Elissa Santisi.

## Carrera profesional

### Into the Gloss
Weiss lanzó Into the Gloss, un blog que presenta predominantemente entrevistas con mujeres, en septiembre de 2010. Se quedó en su trabajo diario en Vogue y trabajó en Into the Gloss por las mañanas entre las 4 y las 4 a. m. y 8 p. m. Una serie popular en el blog es Top Shelf, donde los sujetos son entrevistados en sus baños y se presentan fotografías de sus estantes y botiquines. Las entrevistas anteriores incluyen a Jenna Lyons y Karlie Kloss. A principios de 2012, el sitio tenía más de 200.000 visitantes únicos al mes. Para mayo de 2016, el sitio obtuvo 1,3 millones de visitantes. Después de que Weiss alcanzara los 10 millones de páginas vistas por mes y adquiriera sociedades corporativas para el sitio y un reducido personal, renunció a su trabajo en Vogue para concentrarse en sus proyectos comerciales a tiempo completo.

### Glossier
En 2014, Weiss comenzó a acercarse a los capitalistas de riesgo con intención de expansión, incluida una posible plataforma de comercio electrónico curada por Into the Gloss. Weiss finalmente recaudó $ 2 millones en fondos iniciales, con la ayuda del capitalista de riesgo Kirsten Green, el fundador de Forerunner Ventures con sede en San Francisco. Weiss utilizó esta inversión inicial para contratar un pequeño equipo y lanzar Glossier.com.
En octubre de 2014, Weiss presentó en su blog los primeros cuatro productos de Glossier Into the Gloss y anunció el lanzamiento de Glossier.com. El equipo de Glossier lanzó el sitio de comercio electrónico con un bálsamo para todo uso, un rocío facial, un tinte transparente para la piel y un humectante.
Según Polina Marinova de Fortune, Weiss, "convirtió a Glossier de manera silenciosa en una de las marcas más disruptivas en belleza". Inicialmente, presentó la empresa a 12 empresas, de las cuales 11 no estaban interesadas. En febrero de 2018, Weiss publicó que Glossier había recaudado con éxito $ 52 millones adicionales en una ronda de financiación de la Serie C. En marzo de 2019, Weiss anunció que Glossier había recaudado oficialmente $ 100 millones en una ronda de financiación de la Serie D y estaba valorada en $ 1,2 mil millones. La ronda fue liderada por Sequoia Capital y Glossier anunció en ese momento que duplicó con creces sus ingresos en 2018, agregando más de 1 millón de nuevos clientes.
Desde su lanzamiento inicial con cuatro productos, Glossier ha ampliado su línea de productos para incluir sueros para la piel, mascarillas, gel de ducha, lociones corporales, fragancias, bálsamos labiales y varios otros artículos relacionados con la belleza y el cuidado de la piel.
Glossier lanzó GlossiWEAR el 17 de julio de 2019.
A principios de 2019, Glossier agregó Glossier Play a su gama de productos. La línea incluye productos de maquillaje pigmentados y metálicos, como sombras y delineadores de ojos. En 2020, la empresa anunció planes para suspender la producción de la línea. Weiss afirmó que lanzar una submarca era, en retrospectiva, innecesario: "Nos dimos cuenta de que 'eh, podríamos haber lanzado más productos de maquillaje'".
En mayo de 2022, Weiss renunció como directora ejecutiva de Glossier, pero permaneció en su directorio como presidenta ejecutiva. Kyle Leahy, ex director comercial de Glossier, asumió su cargo como director ejecutivo.

## Vida personal
Weiss está comprometida con Will Gaybrick, un alto ejecutivo de Stripe. La pareja anunció que esperaban un bebé en junio de 2022. El 29 de junio, Emily publicó en su Instagram anunciando el nacimiento de su hija, Clara Lion Weissbrick.